# Randia asperifolia
Randia asperifolia är en måreväxtart som först beskrevs av Noel Yvri Sandwith, och fick sitt nu gällande namn av Noel Yvri Sandwith. Randia asperifolia ingår i släktet Randia och familjen måreväxter. Inga underarter finns listade i Catalogue of Life.